# Turn 21
Turn 21 – nazwa czwartego albumu amerykańskiego zespołu The Donnas.

## Lista utworów
1. "Are You Gonna Move It For Me?" – 2:31
2. "Do You Wanna Hit It?" – 2:57
3. "40 Boys in 40 Nights" – 2:32
4. "Play My Game" – 3:02
5. "Midnite Snack" – 2:45
6. "Drivin' Thru My Heart" – 2:38
7. "You've Got a Crush on Me" – 2:30
8. "Little Boy" – 1:59
9. "Don't Get Me Busted" – 2:55
10. "Police Blitz" – 1:39
11. "Hot Pants" – 2:36
12. "Gimme a Ride" – 1:58
13. "Living After Midnight" (Downing, Halford, Tipton) – 3:28
14. "Nothing to Do" – 7:26
  - "Drivin' Thru My Heart" (ukryty utwór)